# Psychotria poilanei
Psychotria poilanei är en måreväxtart som beskrevs av Charles-Joseph Marie Pitard. Psychotria poilanei ingår i släktet Psychotria och familjen måreväxter. Inga underarter finns listade i Catalogue of Life.